# Coleophora jynxella
Coleophora jynxella é uma espécie de mariposa do gênero Coleophora pertencente à família Coleophoridae.